# Venina Corrêa Torres
Venina Corrêa Torres (Niterói, Rio de Janeiro, 17 de dezembro de 1891 — Rio de Janeiro, 8 de fevereiro de 1950) foi uma professora brasileira do século XX.

## Biografia
Venina Corrêa Torres nasceu em 17 de dezembro de 1891, em Niterói, RJ, filha de Zeferino José Corrêa e de Elvira de Carvalho Corrêa. 
Filha e neta de notáveis professores do século XIX, desde os primeiros anos de sua vida escolar, mostrou tendência acentuada para o magistério. Estudou, e se formou, na Escola Normal de Niterói, diplomando-se em 1908. Fez também cursos de especialização de magistério primário. 
Casou-se com Francisco Raphael de Castro Torres, e dessa união nasceu sua única filha, Dilcéa Corrêa Torres. 
Iniciou sua carreira no magistério estadual, trabalhando em Paracambi, sendo depois nomeada para dirigir o Grupo Escolar Rangel Pestana, cargo que exerceu até o ano de 1942, quando se aposentou. Foi a primeira diretora de um dos dois  estabelecimento de ensino que hoje levam o seu nome, um no bairro de Belford Roxo, cidade do Rio de Janeiro, e o outro na cidade de Nova Iguaçu. Posteriormente, exerceu a função de Auxiliar de Inspeção, cargo criado durante a administração de Celso Kelly especialmente para ela. 
Sua vida foi inteiramente dedicada à causa da educação primária fluminense até sua morte, ocorrida em 8 de fevereiro de 1950.
Em homenagem póstuma, além das duas escolas acima referidas, a Professora Venina teve uma rua da cidade de Nova Iguacú batizada em sua homenagem.